# Sophie af Bayern (1967)
Arveprinsesse Sophie af og til Liechtenstein  (født 28. oktober 1967) er arveprinsesse af Liechtenstein gennem sit ægteskab med arveprins Alois, der er den nuværende tronfølger og prinsregent i Liechtenstein. 
Indtil sit ægteskab var hun kendt som Sophie, hertuginde i Bayern. Hun er datter af Prins Max Emanuel af Bayern og tilhører dermed slægten Wittelsbach, der var Bayerns kongehus indtil 1918. I 1993 blev hun gift med Arveprins Alois, med hvem hun har fire børn.

## Tidlige liv
Prinsesse Sophie blev født den 28. oktober 1967 i München som den ældste af Prins Max Emanuel af Bayerns fem døtre i hans ægteskab med den svenske grevinde Elizabeth Christina Douglas.
Hendes far er en yngre søn af Hertug Albrecht af Bayern og lillebror og arving til Hertug Franz af Bayern, familieoverhoved for huset Wittelsbach, der var Bayerns kongehus indtil 1918. Sophie er dermed tipoldebarn af Bayerns sidste konge, Ludwig 3.
Hendes mor er datter af greve Carl Ludvig Douglas (1908–1961), der var Sveriges ambassadør i Brasilien og Ottora Maria Haas-Heye (1910-2001), der var datterdatter af den tyske diplomat fyrst Philipp zu Eulenburg (1847–1921). Arveprinsesse Sophies mor er desuden søster til grev Gustaf Douglas (født 1938), der er en af Sveriges rigeste mænd.
Hun blev døbt den 18. november 1967 med navnene Sophie Elizabeth Marie Gabrielle i kapellet i familiens hjem i Kreuth i Bayern. Hendes faddere var hendes moster, Hertuginden af Marlborough og Ærkehertuginde Gabrielle af Østrig.
I 1973 tildelte Huset Wittelsbachs familieoverhovede og tronprætendent Albrecht af Bayern hendes far titlen Hertug i Bayern, og Sophie blev derefter tituleret Hendes Kongelige Højhed Hertuginde Sophie i Bayern, Prinsesse af Bayern.

## Ægteskab og børn
Hertuginde Sophie giftede sig den 3. juli 1993 i St. Florinskirken i Vaduz i Liechtenstein med Arveprins Alois af Liechtenstein, ældste søn af Fyrst Hans Adam 2. og Fyrstinde Marie af Liechtenstein. Parret boede i London fra september 1993 til maj 1996 og har herefter taget bolig i Liechtenstein.
Arveprinsesse Sophie og Arveprins Alois har fire børn:
- Prins Joseph Wenzel af Liechtenstein, født 24. maj 1995 i London
- Prinsesse Marie Caroline, født  17. oktober 1996 i Grabs i Kanton Sankt Gallen
- Prins Georg, født  20. april 1999 født i Grabs
- Prins Nikolaus, født 6. december 2000 i Grabs.

## Jakobitisk tronprætendent
Efter sin far og sin farbror er arveprinsesse Sophie nr. 3 i arvefølgen til Englands, Skotlands, Frankrigs og Irlands troner set fra det jakobitiske synspunkt. 
Hendes ældste søn (Joseph Wenzel af Liechtenstein) er den første jakobitiske arving til de britiske troner, som er født på de britiske øer, siden Jakob Edvard Stuart (The Old Pretender) blev født på St. James's Palace i London, England i 1688.

## Eksterne links
- I.K.H. Erbprinzessin Sophie på Det Liechtensteinske Fyrstehus' hjemmeside